# Vierge (constellation)
Virgo
Pour les articles homonymes, voir Vierge et Virgo.
La Vierge est une constellation du zodiaque traversée par le Soleil du 16 septembre au 30 octobre. Dans l'ordre du zodiaque, elle se situe entre le Lion à l'ouest et la Balance à l'est. C’est une constellation immense de 44° d'angle (la deuxième du ciel, après l’Hydre) et extrêmement ancienne. Vierge était l’une des 48 constellations identifiées par Ptolémée.
La Vierge est également un signe du zodiaque correspondant au secteur de 30° de l'écliptique traversé par le Soleil du 23 août au 22 septembre, selon le calendrier tropical utilisé pour l'astrologie, et du 16 septembre au 30 octobre, selon le calendrier sidéral utilisé dans l'observation astronomique qui lui, prend en compte le décalage rétrograde de 1° tous les 72 ans dû au cycle de précession des équinoxes. En effet, le zodiaque astrologique est décalé d'environ 1 mois par rapport à l'observation actuelle du ciel, ce qui fait de lui une « photographie » du ciel correspondant à il y a 2000 ans, lorsque les bases de l'astrologie ont été fixées en fonction de l'observation astronomique à cette époque.

## Nomenclature, histoire et mythologie

### En Mésopotamie
En Mésopotamie, nous avons en effet, au tout début, une étoile, comme cela est attesté sur la tablette dite MUL.APIN, le premier traité d'astronomie mésopotamienne, découvert à Ninive dans la bibliothèque d'Assurbanipal et datant au plus tard de 627 av. è. c., où lisons : DIŠ mul.AB.SÍN d.ša-la šu-bu-ul-tu4, soit « Le Sillon, Šala, l’Épi ». Cette déesse est figurée, sur une tablette astrologique, comme une jeune femme tenant un épi d'orge, probablement du fait que le Soleil se trouvait jadis dans la Vierge lors de l’équinoxe d'automne : le lever héliaque de Spica correspondait à peu près à la période des semailles. Ainsi AB.SÍN = Šubultu, « l’Épi », est l’emblème de Šala, divinité de la fécondité d’origine hourrite.

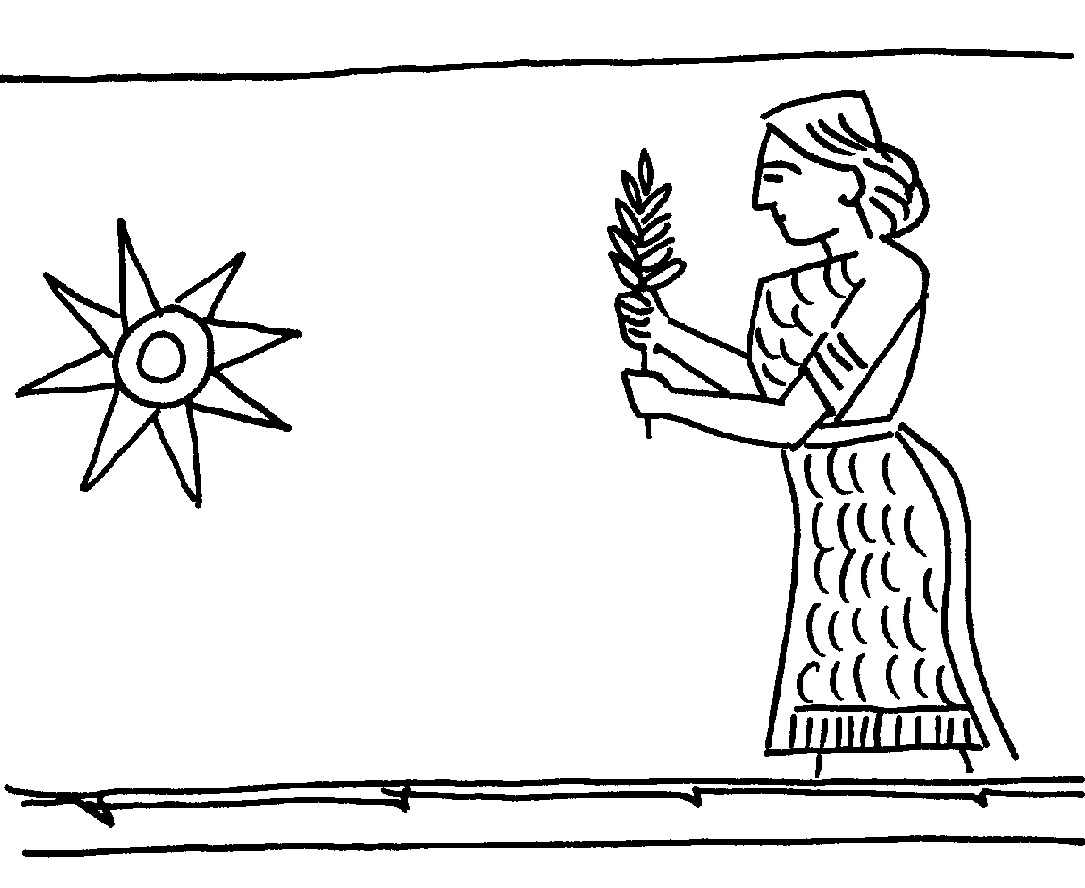
La déesse Šala, ancêtre de la Vierge, sur une tablette astrologique d'époque séleucide.

Au début du début du 1er millénaire è.c., le ciel est organisé en constellations, c’est-à-dire que les étoiles sont nommées par leur place dans les figures imaginaires projetées sur la voûte céleste. Cela est attesté dans les fameux que dans les éphémérides qui s’étalent de 652 av. é.c à 61 de notre ère, où le nom de l’étoile β Vir n’est plus que SA4 šá ABSIN, soit « la Brillante de l’Épi ».
Le nom même de la Vierge est toutefois d’origine syrienne : Batūlat, « la Jeune femme, la Vierge », est en effet l’épithète de la déesse cananéenne ᶜAnat et de son héritière araméenne Ἀτάργατις / Atargatis, qualifiée par les Grecs de Παρθένος, « Vierge », toutes deux parèdres de Ḥadad, le dieu du tonnerre, comme Šala l’est du dieu Adad, la divinité correspondante d’origine amorrite en Mésopotamie. Ceci explique qu’à côté du nom Btūlta, « la Vierge », le nom syriaque du signe zodiacal soit généralement Šbelta, « l’Épi », et de nom arabe al-Sunbula, de même signification.

### En Grèce et à Rome
Les Grecs qui appellent cette figure de Παρθένος, la « Vierge », attestée chez Eudoxe, ont aussi repris le même nom, ὁ Στάχυς, « l’Épi », appliqué à α Vir . Bien qu'ils ne sachent pas vraiment, comme le rappelle Ératosthène: ce dernier rappelle qu'Hésiode en faisait la fille de Zeus et de Thémis. Mais pour certains, il s'agirait, à cause de son épi, tantôt de Déméter, tantôt d'Isis, tantôt d'Atargatis, ce qui était une telle intuition.

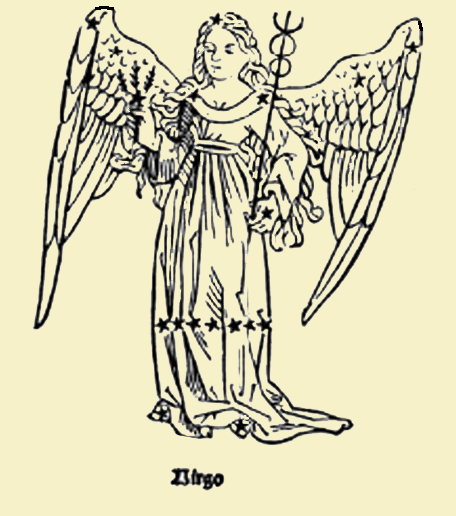
La figure de Virgo dans l’édition du Poeticon astronomicon d’Hyginus de 1482, Venise.

Quant aux Latins, ils ont fait du grec Παρθένος le latin Virgo, et nomment Spica, toujours « l’Épi », son étoile la plus brillante.

### Chez les Arabes

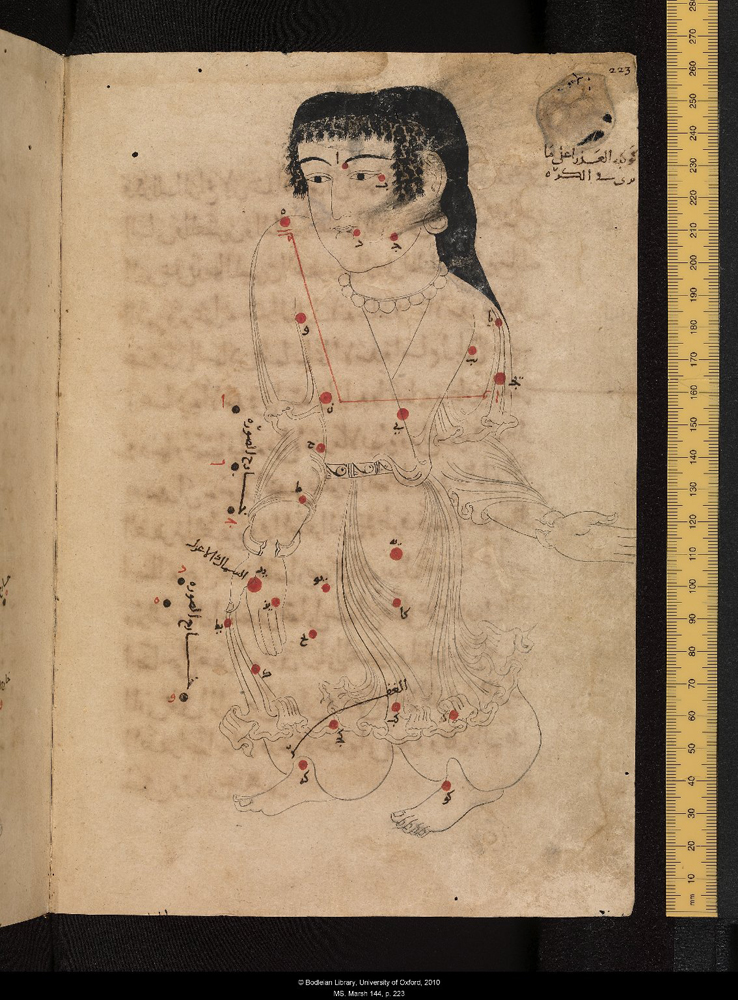
La figure dal-ᶜAḏrā’ dans le ciel gréco-arabe, d’après un traité de ᶜAbd al-Raḥmān al-Ṣūfī du XIe s., Bodleian Library.

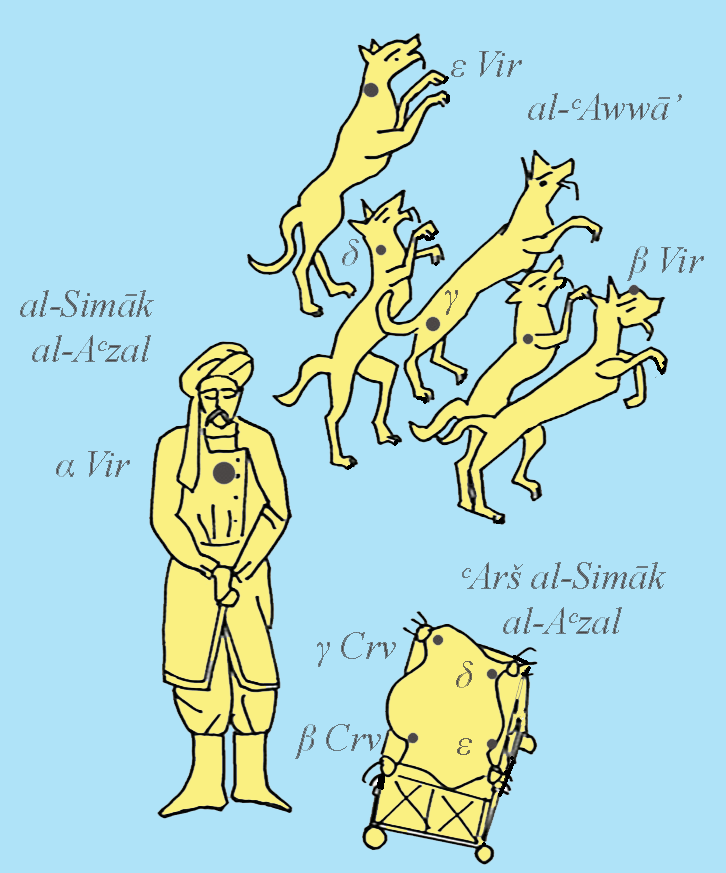
Les figures de السماك al-Simāk et العواء al-ᶜAwwā’ dans le ciel arabe traditionnel.

Chez les Arabes, il faut distinguer le ciel traditionnel qui comprend les manāzil al-qamar ou « stations lunaires », et ciel gréco-arabe, c’est-à-dire celui que les astronomes classiques ont repris des Grecs au IXe siècle de notre ère.
Bien qu’ils adoptent la figure grecque sous le nom d’al-ᶜAḏrā’, « la Vierge », en héritant de l'étalonnage hellénistique du ciel, les Arabes donnaient déjà à cet espace un nom par le 6e signe du zodiaque, al-Sunbula, « l’Épi », venu de Babylone par l’araméen et attesté dans l’horoscope de fondation de la ville de Baghdad en 762, ainsi que nous rapporte l’érudit persan al-Bīrūnī.
Ils plaçaient de plus, sur cet espace, trois manāzil al-qamar ou « stations lunaires ». La XIIIe, formée par le groupe βηγδε Vir, est nommée العواء al-ᶜAwwā’, littéralement « le Hurleur », qui doit se référer à une période venteuse. La XIVe, formée par la seule α Vir, est nommée السماك al-Simāk, probablement « le Soutien » dans une vision cosmogonique ouest-sémitique. Il faut noter que cette étoile forme, avec α Boo, السماكان al-Simākān « les Deux Simaks », l’un, α Vir étant, pour les distinguer, السماك الأعزال al-Simāk al-Aᶜzal, « le Simak Désarmé », et l’autre α Boo, السماك الراميح al-Simāk al-Rāmiḥ, « le Simak Armé ». La XVe station, enfin, est formée par le groupe ικλ Vir, nommé الغفر al-Ġafr, au départ du fait de l’éclat affaibli de ses étoiles après l’étoile brillante de la station précédente.
Quand est développée la figure du Superlion arabe, le couple α Vir + β Boo y est intégré comme ساقا الأسد Sāqā l-Asad, « Les Deux Pattes arrière du Lion », et le groupe ικλ Vir الغفر a'l-Ġafr, « les Crins [de la Queue] ».

### En Europe

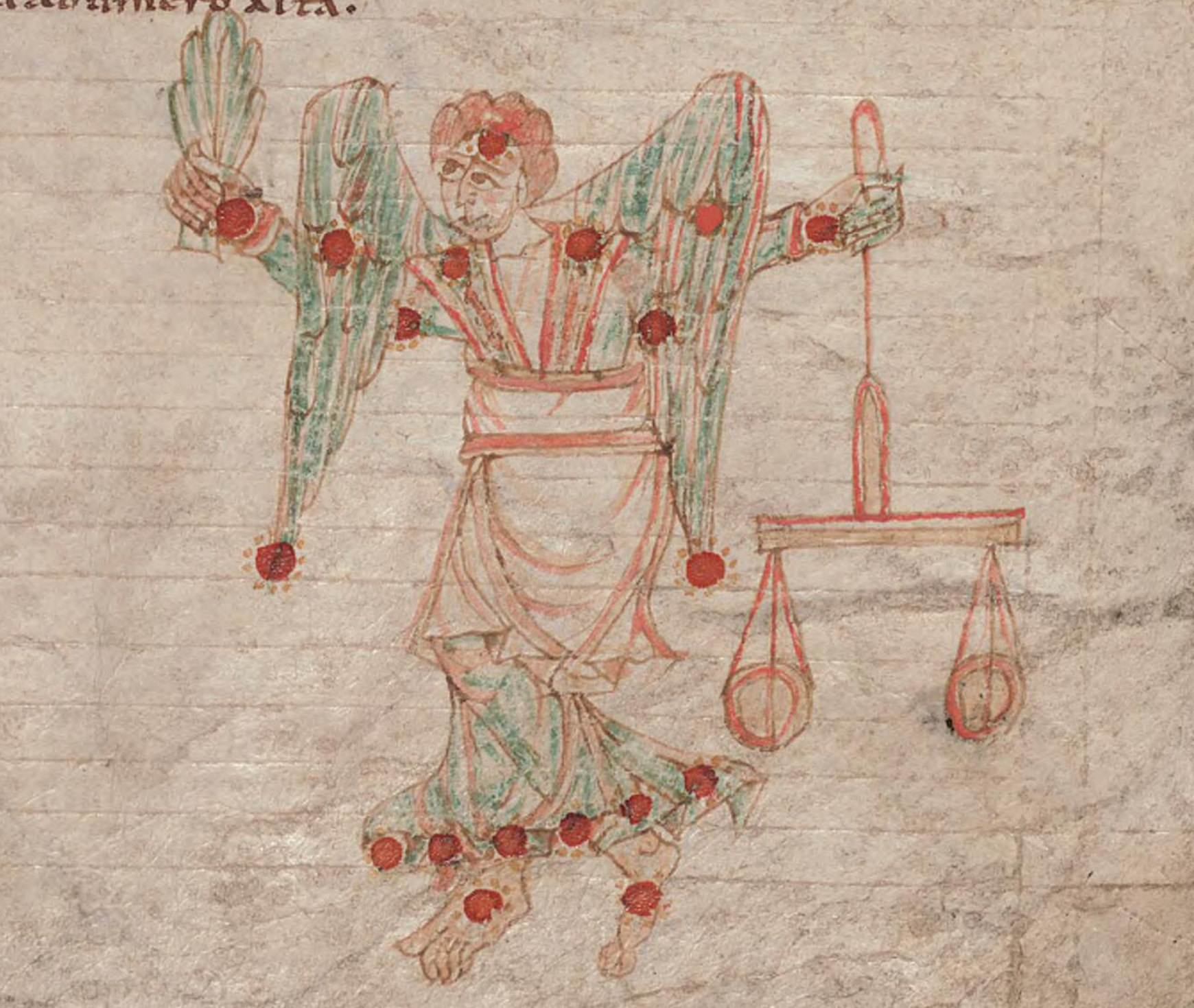
Virgo dans un manuscrit astronomique latin du XIIe, Nartional Library.

Au Moyen Âge, les clercs latins connaissaient le nom Virgo par les encyclopédies et les quelques manuscrits des Aratea, c’est-à-dire les versions latines des Φαινόμενα d’Aratos, à leur disposition, mais ils connurent dès l’an mil le nom arabe de cette figure. Nous lisons ainsi, chez Gérard de Crémone (ca. 1175) : Stellatio Virginis & est Spica, i.e. la transcription de l’arabe السنبلة al-Sunbula, « l’Épi ». À son époque, on ne lit pas encore le nom grec dans le texte, ce qui n’adviendra qu’à la Renaissance. On trouve par exemple, dans l’Uranometria de Johann Bayer (1603), une liste de noms connus dans les différentes langues, selon l’usage de l’époque : non seulement Παρθένος, mais encore notamment Eladri, qui est la transcription de العذراء al-ᶜAḏrā’, « la Vierge », soit le nom de la constellation dans la catalogue gréco-arabe, et Sunbula la transcription de l’arabe السنبلة al-Sunbula, « l’Épi », le nom de la figure dans le ciel arabe traditionnel. Ces noms figurent encore dans plusieurs catalogues jusqu’à ce que la nomenclature approuvée en 1930 par l’Union astronomique internationale (AUAI) ne chasse définitivement les appellations autres que Gemini, à l’exception du grec Δίδεμοι.

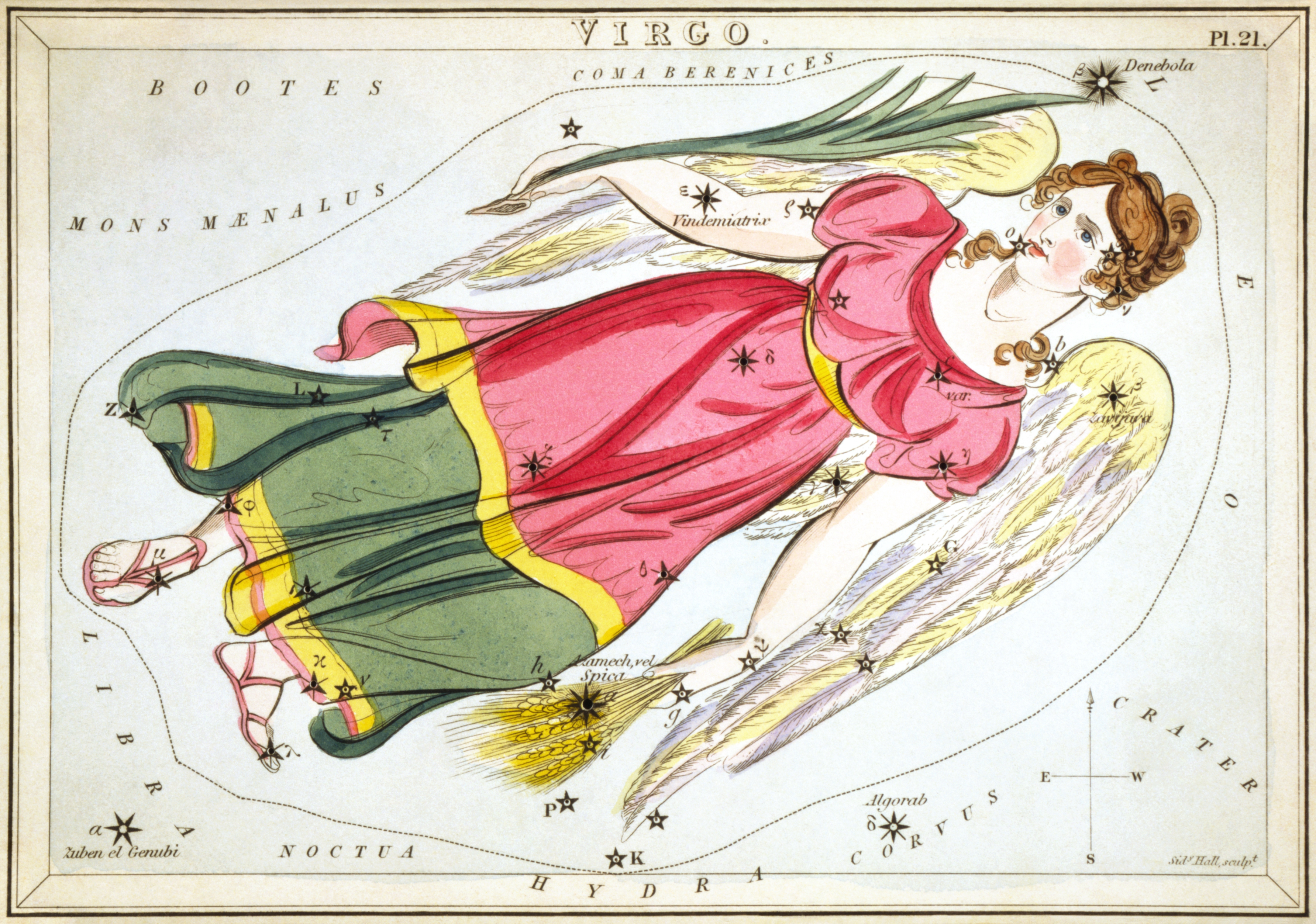
La figure de Virgo dans l’Urania's Mirror, Londres, 1824.

Les noms d’étoiles empruntés au Arabes que livrent les catalogues contemporains puisent à ce deux sources arabes.

## Observation des étoiles

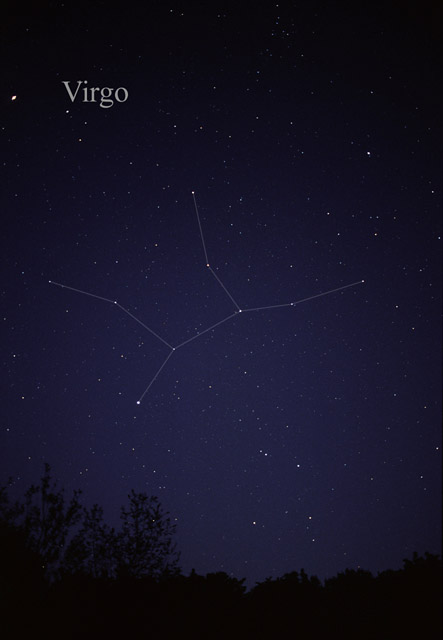
Constellation de la Vierge.

Visibilité nocturne de la constellation.